# Чайна М'євіль
Ча́йна Том М'є́віль (англ. China Tom Miéville, нар. 6 вересня 1972 року, Норвіч, Норфолк, Східна Англія, Велика Британія) — британський письменник-фантаст, викладач і активний суспільно-політичний діяч, колишній член Соціалістичної робітничої партії (Велика Британія). Фундатор новітнього напряму фантастичної літератури, так званого «нового химерного фентезі». Лауреат численних премій у галузі фантастичної літератури.

## Біографія
Народився 6 вересня 1972 року в Норвічі, але з раннього віку жив та виховувався у Вілздені, місцевості в північно-західному Лондоні. Своє дитинство провів з сестрою на ім'я Джеміма та матір'ю Клаудією, яка працювала перекладачкою, письменницею і вчителькою. Його батьки розлучилися незадовго після його народження, тому за словами самого письменника, він «ніколи по-справжньому не знав» свого батька. Отримав ім'я «Чайна» випадково, коли його батьки-хіппі гортали словник у пошуку гарного імені. Завдяки тому, що його мати народилася у Нью-Йорку, М'євіль має подвійне громадянство — американське та британське.
Протягом двох років навчався в Окгемській школі, змішаному навчальному закладі в місті Окгем, графство Рутленд. У вісімнадцятирічному віці перебрався до Єгипту, де протягом року викладав англійську мову, а також розвинув зацікавлення до арабської культури та політики Середнього Сходу.
1994 року здобув ступінь бакалавра з соціальної антропології в Клер-коледжі, Гарвардський університет. 2001 року здобув ступінь магістра та PhD з міжнародних відносин у Лондонській школі економіки та політичних наук. Навчаючись в Гарварді, М'євіль також отримував стипендію Френка Нокса. Вважаючи, що за допомогою постмодерних теорій неможливо пояснити історію та політичні події, Чайна ще в університетські роки став марксистом. 2005 року його докторська дисертація вийшла у форматі книги під назвою «Між рівними правами. Марксистська теорія міжнародного права».

## Письменницька кар'єра
За словами самого письменника, він збирається написати книжку в кожному наявному літературному жанрі. На сьогодні, М'євіль написав власні твори, які віддають данину таким жанрам, як класичний американський вестерн («Залізна рада»), морські пригоди («Шрам») та детективний нуар («Місто і місто») тощо.
Усі твори письменника описують фантастичні або надприродні світи та сюжети. Роберт Генкс розглядає його твори як частину різновиду наукової фантастики, фентезі та «урбаністичного сюрреалізму». Серед письменників, яких М'євіль вважає своїми літературними «героями»: М. Джон Гаррісон, Майкл де Ларрабейті, Майкл Муркок, Томас Діш, Чарльза Вільямса, Тім Пауерс та Джеймс Баллард; М'євіль також відзначає, що на нього вплинули Говард Лавкрафт, Мервін Пік, Урсула Ле Ґуїн та Джин Вулф. За словами автора, він би хотів, щоб його романи «читали заради [його вигаданого міста] Нью-Кробузона, як читають Аєна Сінклера за його зображення Лондона».
У дитинстві М'євіль часто грав у настільну фентезійну гру «Dungeons & Dragons» та інші рольові ігри. Саме ця гра спонукала його почати систематизувати інформацію про магію та теологію. У романі «Вокзал на вулиці Відчаю» він описує персонажа, який цікавиться «тільки золотом та досвідом». Видання журналу «Dragon Magazine» за лютий 2007 року інтерпретувало фентезійний світ книжки крізь призму правил гри «Dungeons & Dragons». Окрім того, роман «Вокзал на вулиці Відчаю» потрапив до списку фентезійних творів, представлених наприкінці путівника для п'ятого видання гри «Dungeons & Dragons», дизайнери якої черпали натхнення з цих книг.
2010 року М'євіль дебютував як автор, що пише на тему рольових ігор, та став співавтором «Путівника по Річкових королівствах» для Pathfinder Roleplaying Game.
М'євіль виступає за те, щоб позбавити жанр фентезі від впливу Толкіна (останній, на думку М'євіля, характеризується надмірною консервативністю та убогістю стилю). Дійшло до того, що письменник навіть назвав Толкіна «жировиком на сраці фентезійної літератури».
М'євіль назвав «Трилогію про Борріблів» Майкла де Ларрабейті твором, який мав один із найбільших впливів на його письменницьку діяльність; 2002 року Чайна навіть написав вступ до перевидання трилогії. Проте вступ не увійшов до книжки, а з'явився на вебсайті Ларрабейті. М'євіль також підтримує думки есе «Епічний Пух» Майкла Мурмока, який виступив з критикою фентезі, яке наслідує Толкіна.
М'євілеві ліві політичні погляди (зокрема роман «Залізна рада») та теоретичні ідеї про літературу стали помітними у його творах. На декількох панельних дискусіях, що відбувалися на з'їздах, присвячених взаємозв'язку між політикою та літературою, письменник протиставляв себе людям з правими політичними поглядами та вступав з ними у гарячу дискусію. Зокрема, М'євіль висловив таку думку:
|  | Я не лівак, що підлим способом намагається просунути свій злий меседж через свої фентезійні романи. Я — задрот, який цікавиться науковою фантастикою та фентезі. Мені ці речі подобаються. Коли я пишу романи, я не пишу їх заради того, аби просунути свої політичні погляди. Я пишу свої твори, оскільки я палко люблю чудовиськ, дивні жахітливі історії, незвичні ситуації та сюрреалізм, і все, що я хочу, це комунікувати цими поняттями. Але через те, що я підходжу до них з політичної точки зору, світ, який я створюю, пронизаний багатьма проблемами, які мене турбують.[...] Я намагаюсь сказати, що я створив цей світ, який, на мою думку, є насправді крутим і у мене виникають величезні історії, які можна помістити у нього, і щоб втілити свій задум у цікавий спосіб, я вважаю, треба підходити з політичної сторони. Якщо ви маєте бажання теж так чинити, че чудово. А якщо ні, невже це не крутий монстр? Оригінальний текст (англ.) I'm not a leftist trying to smuggle in my evil message by the nefarious means of fantasy novels. I'm a science fiction and fantasy geek. I love this stuff. And when I write my novels, I'm not writing them to make political points. I'm writing them because I passionately love monsters and the weird and horror stories and strange situations and surrealism, and what I want to do is communicate that. But, because I come at this with a political perspective, the world that I'm creating is embedded with many of the concerns that I have. [...] I'm trying to say I’ve invented this world that I think is really cool and I have these really big stories to tell in it and one of the ways that I find to make that interesting is to think about it politically. If you want to do that too, that's fantastic. But if not, isn't this a cool monster? |

## Політика
До 13 березня 2013 року М'євіль входив до Міжнародної соціалістичної організації та Соціалістичної робітничої партії. 2001 року неуспішно балотувався на загальних виборах до Палати громад Великої Британії як кандидат від Соціалістичного альянсу в Ріджентс-парку та Північному Кенсінгтоні (робітничий виборчий округ), отримавши 459 голосів, що становить 1,2 %.
У січні 2013 року виступив з критикою керівництва СРП, а в березні цього ж року покинув партію через небажання керівництва справедливо вирішити проблему внутрішньопартійного сексуального насилля проти одного зі членів партії. У серпні 2013 року М'євіль за участі ще дев'яти підписантів, серед яких, зокрема, письменник та володар премії «Дитячий Лауреат» Майкл Розен, кінорежисер та соціаліст Кен Лоуч, академік Жільбер Ашкар та генеральний секретар по компанії ядерного роззброєння Кейт Гадсон, відіслав відкритого листа до газети «Гадіанс» з повідомленням про створення «нової партії лівого спрямування» під назвою «Ліва Єдність».. Лист звинувачує робітничу партію у «політиці строгої економіки» та розриві зв'язків з профспілками, що прирівнюється до «остаточної зради по відношенню до робітничого класу, заради яких вони й створені, щоб представляти їхні інтереси». У листі також йдеться про створення «Лівої Єдності», яку проголосять на «засновувальній конференції», яка пройде 30 листопада в Лондоні. Нова партія представляє «альтернативу» робітничій партії, це «партія, яка підтримує соціалізм, енвайронменталізм та фемінізм і виступає проти усіх видів дискримінації».
У 2014 році — разом з Річардом Сеймуром, Розі Воррен, Джеймі Аллінсоном, Маргарет Корвід та іншими — М'євіль вийшов з Міжнародної соціалістичної мережі, фракції Лівої єдності, через суперечку щодо прийнятності сексуальних «расових ігор», що була викликана обговоренням суперечливого мистецького твору, який належить Даші Жуковій.
У 2015 році він був оголошений одним з редакторів-засновників «дворічного журналу революційного мистецтва та літератури», Salvage, з головним редактором Розі Уоррен, редактором Джеймі Аллінсоном та редакторами-дописувачами Річардом Сеймуром, Маргарет Корвід (як Меґпі Корвід) та Шарлоттою Бенс. З 2014 року він є директором видавництва Salvage Publications.
Книга «Жовтень», опублікована у 2017 році, документує драматичні події російської революції. Джонатан Стіл зробив рецензію на неї для The Guardian. Стил вважає її ідеологічним, хоча і нюансованим переказом: «Відомий як лівий активіст, […] М'євіль пише з натхненням і хвилюванням ентузіаста, який хотів би, щоб революція досягла успіху. Але його насамперед цікавить драматична розповідь — дивні факти — про найбурхливіший рік в історії Росії».